# 陳慎公
陳慎公（？—前855年），媯姓，名圉戎，為西周諸侯國陳國君主之一，他為陳孝公兒子，承襲陳孝公擔任該國君主。
在位期間為前904年－前855年，共在位50年。他是陳國第5位君主。

## 家庭

### 父母
- 父：陳孝公

### 子女
- 陳幽公